# Rafael Martínez Pacheco
Rafael Martínez Pacheco fue un militar que sirvió como gobernador de la provincia española de Texas entre 1786 y 1790 y como comandante del Presidio de San Agustín de Ahumada en 1763.

## Biografía
Se desconocen los acontecimientos de Pacheco antes de 1759, aunque se sabe que afirmó al virrey de Nueva España, don Agustín de Ahumada y Villalón, haber ayudado al militar Diego Ortiz de Parrilla a reclutar familias del Presidio de San Francisco Xavier de Gigedo para trasladarlas a San Saba (Texas), en 1757. También proporcionó víveres y caballos al Presidio de San Antonio de Béjar. En 1759, Pacheco solicitó al virrey un puesto en el gobierno de Texas, basándose en su colaboración con Parrilla en el suceso mencionado. Así, Pacheco obtuvo el mando del Presidio de San Agustín de Ahumada, en la parte baja del río Trinity, el 23 de noviembre de 1763. Sin embargo, la labor de Pacheco en el Presidio fue criticada por el gobernador de la provincia, Ángel Martos y Navarrete, quien ni siquiera estaba informado de las políticas de Pacheco. Navarrete ordenó entonces la suspensión de Pacheco de su cargo, la destrucción del presidio por Los Hortoncitos y el arresto de Pacheco. Navarrete asignó a Marcos Ruiz la tarea de destituir a Pacheco del mando del presidio. Ruiz quemó el presidio y la casa de Pacheco. Pacheco abandonó la región y se mudó a las ciudades de La Bahía y San Antonio, Texas. En 1765, Hugo Oconór viajó a San Antonio para investigar el incidente. Tras la investigación, Oconór exoneró a Pacheco y le devolvió su presidio. Aunque Oconór encarceló a Ruiz.
Así, el 28 de septiembre de 1769, Pacheco comenzó a administrar el Presidio de Trinidad. Sin embargo, en el otoño de ese año, el comandante fue acusado de asentar a varias familias de origen europeo (ingleses, alemanes y cajún) en Natchitoches, un puesto francés. Estas familias habían llegado a Texas porque su barco naufragó cerca de la costa, concretamente cerca de La Bahía. En 1770, Pacheco se vio obligado a abandonar el presidio y marchó a La Bahía, donde comandó el Presidio de Nuestra Señora de Loreto.
El 8 de noviembre de 1772, Pacheco denunció en un documento su mala experiencia con los gobernadores y comandantes de presidio de la provincia, a quienes acusó de incompetencia y avaricia. Pacheco asumió el gobierno de Texas el 5 de diciembre de 1786 como gobernador interino. En 1789, al final de su administración, Pacheco participó en la campaña militar de Juan de Ugalde contra el pueblo apache, donde casi fue asesinado por una tribu lipán apache en San Antonio. Fue reemplazado por Manuel Muñoz como gobernador de Texas el 18 de octubre de 1790.